# Lomatogonium perenne
Lomatogonium perenne är en gentianaväxtart som beskrevs av T.N.Ho, Amp; S.W. Liu och J.X. Yang. Lomatogonium perenne ingår i släktet stjärngentianor, och familjen gentianaväxter. Inga underarter finns listade i Catalogue of Life.